# On a hajm
On a hajm (auf Deutsch: Ohne Heim; polnisch Bezdomni) ist der letzte jiddischsprachige Film in Polen vor dem Einmarsch der deutschen Wehrmacht.
Er basiert auf einem Text von Jacob Gordin und beschreibt die Armut vieler jüdischer Familien in Polen und die großen Schwierigkeiten, in den USA eine neue Existenz aufzubauen.
An dem Film waren einige renommierte jiddische Schauspieler aus Warschau beteiligt wie Aleksander Marten, Ida Kamińska, Wiera Gran sowie das Komikerduo Dżigan und Schumacher.
Der Film hatte im Januar 1939 Premiere.